# Nicolas Dickner

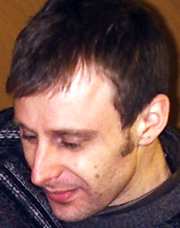
Nicolas Dickner

Nicolas Dickner (* 21. November 1972 in Rivière-du-Loup, Québec, Kanada) ist ein kanadischer Schriftsteller französischer Sprache.

## Leben
Nicolas Dickner hat kreatives Schreiben an der Universität Laval studiert. Heute lebt er nach ausgedehnten Reisen durch Lateinamerika und Europa in Montréal. Nikolski, sein erster Roman, war in Kanada ein großer Erfolg.

## Ehrungen
für Nikolski, Preis oder Nominierung
- Canada Reads/Le combat des livres 2010, ein öffentlicher Bücherwettstreit, kanada-weit
- Prix des Libraires 2006
- Prix littèraire des collegiens 2006
- Prix Anne Hébert 2006, best first book
- Shortlist Governor General’s Award for Fiction 2005
- Grand prix littéraire Archambault 2006
- Shortlist Prix du Salon du Livre de Montréal
- Longlist Prix littéraire France-Québec
- Prix Printemps des Lecteurs der "Union Nationale Culture et Bibliothèques pour tous", UNCBT, regionale Organisation: association départementale de Charente-Maritime.[3]

für Six degrés de liberté
- Governor General’s Award for Fiction 2015

## Werke auf Deutsch
- Nikolski. Übers. Andreas Jandl.[4] Frankfurter Verlagsanstalt, Frankfurt 2009, ISBN 978-3-627-00157-5
- Tarmac: Apokalypse für Anfänger, Übers. Andreas Jandl. Frankfurter Verlagsanstalt, 2011, ISBN 978-3-627-00171-1
- Die sechs Freiheitsgrade. Übers. Andreas Jandl. Frankfurter Verlagsanstalt, 2017
  - Der Übersetzer zum Buch, auf "quelesen", 2017

## Notizen
1. ↑  Notice de personne im catalogue.bnf.fr, abgerufen am 28. Dezember 2023.
2. ↑  Nicolas Dickner auf babelio.com, abgerufen am 28. Dezember 2023.
3. ↑  Prix "Printemps des Lecteurs". Abgerufen am 27. Juli 2019 (französisch).
4. ↑  Jandl in der Übersetzer-Datenbank des VdÜ, 2019

| Personendaten    | Personendaten                                    |
| ---------------- | ------------------------------------------------ |
| NAME             | Dickner, Nicolas                                 |
| KURZBESCHREIBUNG | kanadischer Schriftsteller französischer Sprache |
| GEBURTSDATUM     | 21. November 1972                                |
| GEBURTSORT       | Rivière-du-Loup, Québec, Kanada                  |